# 24603 Mekistheus
24603 Mekistheus este o planetă minoră (asteroid), cu un diametru de , din Asteroid troian al lui Jupiter. A fost descoperită pe 24 septembrie 1973 la Observatorul Palomar de Cornelis Johannes van Houten și a fost numită după Mecisteus⁠(d). 
Obiectul prezintă o orbită caracterizată de o semiaxă mare de 5,1696698 UAi, o excentricitate de 0,13, o înclinație de 6,58254 ° în raport cu ecliptica.